# Cambridge English Language Assessment
Cambridge English Language Assessment és una part de la Universitat de Cambridge que ofereix exàmens d'anglès des de fa més de 100 anys.
El primer examen de Cambridge English, el Certificate of Proficiency in English (CPE), es va realitzar el 1913. La prova, de 12 hores de durada, només tenia tres candidats, i tots van suspendre. Actualment Cambridge English ofereix més de 20 exàmens per a estudiants i professors, que són realitzats per més de 4 milions de persones cada any.
Cambridge English Language Assessment va contribuir al desenvolupament del Marc europeu comú de referència per a les llengües (MECRL) i les seves proves es corresponen amb els nivells del MECRL.

## Història

### El primer examen
El 1913 es va crear el primer examen per a parlants no nadius de l'anglès, el Certificate of Proficiency in English (CPE). La prova era en un inici una qualificació per a professors, només disponible per a candidats majors de 20 anys. El 1913 l'examen es podia fer a Cambridge o Londres, amb un preu de 3 lliures (aproximadament 293 lliures del 2012). La prova durava dues hores i incloïa:
1. Traducció de l'anglès al francès o a l'alemany: 2 hores
2. Traducció del francès a l'alemany o de l'alemany a l'anglès, i gramàtica anglesa: 2 hores i mitja
3. Redacció en anglès: 2 hores
4. Literatura anglesa: 3 hores
5. Fonètica anglesa: 1 hora i mitja
6. Prova oral: dictat (30 minuts), lectura en veu alta i conversa (30 minuts)[7]

La traducció es va mantenir com a requisit principal de l'examen fins a la dècada del 1960. Va esdevenir una part important del CPE fins al 1975 i es va convertir en opcional fins al 1989 abans de desaparèixer.

## Exàmens individuals

### Per a estudiants joves
| Exàmens                                    | Nivell del MECRL |
| ------------------------------------------ | ---------------- |
| Cambridge English: Starters (YLE Starters) | Inferior a l'A1  |
| Cambridge English: Movers (YLE Movers)     | A1               |
| Cambridge English: Flyers (YLE Flyers)     | A2               |

Els exàmens Young Learners Cambridge English: Starters, Cambridge English: Movers i Cambridge English: Flyers estan dissenyats per a joves estudiants d'educació infantil o primària que tot just fan els seus primers passos en anglès. Les proves inclouen exercicis pensats per motivar els petits, com dibuixos o puzles.
Els estudiants progressen aprenent des de frases bàsiques, vocabulari, lletres i números al Cambridge English: Starters, a identificar objectes de la vida quotidiana i dir frases simples al Cambridge English: Movers, fins a entendre preguntes senzilles i instruccions i expressar opinions al Cambridge English: Flyers.

### Per a escoles
| Exàmens                                          | Nivell del MECRL |
| ------------------------------------------------ | ---------------- |
| Cambridge English: Key for Schools (KET)         | A2               |
| Cambridge English: Preliminary for Schools (PET) | B1               |
| Cambridge English: First for Schools (FCE)       | B2               |

### Anglès general
| Exàmens                              | Nivell del MECRL |
| ------------------------------------ | ---------------- |
| Cambridge English: Key (KET)         | A2               |
| Cambridge English: Preliminary (PET) | B1               |
| Cambridge English: First (FCE)       | B2               |

Els exàmens Cambridge English: Key (KET), Cambridge English: Preliminary (PET) i Cambridge English: First (FCE) estan pensats per a estudiants que necessiten l'anglès per treballar, estudiar i viatjar i per a aquells que volen obtenir qualificacions d'un nivell superior, ja sigui el Cambridge English: Advanced (CAE) o el Cambridge English: Proficiency (CPE). Les proves s'ofereixen en dues versions: per a adults i per a estudiants en edat d'escolarització (fins a 18 anys). Totes dues variants permeten obtenir la mateixa qualificació i són de la mateixa dificultat, l'única diferència rau en el fet que els temes tractats a les versions per a escoles (for Schools) són més adequats per als interessos i experiències dels estudiants adolescents.
El Cambridge English: Key (KET) és una qualificació de nivell elemental. Cobreix un nivell d'anglès bàsic, com entendre preguntes senzilles, instruccions i frases, expressar opinions i necessitats senzilles, interaccionar amb persones que parlen a poc a poc i escriure missatges breus.
El Cambridge English: Preliminary (PET) és una qualificació de nivell intermedi. Correspon a un nivell d'anglès quotidià, com entendre instruccions clares i comunicats, participar en converses i escriure cartes i notes.
El Cambridge English: First (FCE) és una qualificació de nivell intermedi alt. Abasta l'ús de l'anglès en situacions de la vida real i en entorns acadèmics. Els estudiants han d'entendre les idees principals de textos complexos de fonts diverses (com revistes, articles i ficció), escriure en diferents estils (correus electrònics, textos argumentatius, cartes o relats breus), poder seguir converses i participar-hi expressant opinions, presentants arguments i utilitzant expressions espontànies de la llengua oral.
Ocasionalment els estudiants en edat d'escolarització (fins a 18 anys) poden presentar-se al Cambridge English: Advanced, de nivell superior, i ja més excepcionalment al Cambridge English: Proficiency, per a aquells que demostrin un coneixement d'anglès proper al d'un nadiu.

### Anglès acadèmic i professional
| Exàmens                              | Nivell del MECRL |
| ------------------------------------ | ---------------- |
| Cambridge English: First (FCE)       | B2               |
| Cambridge English: Advanced (CAE)    | C1               |
| Cambridge English: Proficiency (CPE) | C2               |
| IELTS                                | A1-C2            |

El Cambridge English: First (FCE) és una qualificació de nivell intermedi alt. Els estudiants utilitzen aquest títol per a estudiar en anglès i per a treballar en entorns de parla anglesa.
El Cambridge English: Advanced (CAE) és una qualificació de nivell alt. Els estudiants utilitzen el títol per a estudiar a nivell universitari i per a treballar en ambients de negocis professionals. L'examen demostra que un aprenent té les habilitats necessàries per seguir qualsevol curs acadèmic o universitari, participar en seminaris, desenvolupar recerca complexa i comunicar-se eficientment en el món dels negocis internacionals.
El Cambridge English: Proficiency (CPE) és una qualificació que demostra un nivell excepcional d'anglès, proper al d'un nadiu, i en una gran varietat de situacions.
L'IELTS (sigles d'International English Language Testing System) és l'examen d'anglès més popular per a l'educació superior i la migració. L'IELTS s'accepta en més de 8.000 institucions i governs arreu del món, incloent-hi milers d'universitats dels EUA que l'utilitzen com a requisit d'entrada. L'IELTS és gestionat per un acord entre Cambridge English Language Assessment, el British Council i IDP: IELTS Australia.

### Anglès per a negocis
| Exàmens                                                   | Nivell del MECRL |
| --------------------------------------------------------- | ---------------- |
| Cambridge English: Business Preliminary (BEC Preliminary) | B1               |
| Cambridge English: Business Vantage (BEC Vantage)         | B2               |
| Cambridge English: Business Higher (BEC Higher)           | C1               |
| Cambridge English: Financial (ICFE)                       | B2-C1            |
| Cambridge English: Legal (ILEC)                           | B2-C1            |
| BULATS                                                    | A1-C2            |

Els tres exàmens Cambridge English: Business (BEC), el Cambridge English: Financial, el Cambridge English: Legal i el BULATS són títols pensats per al món dels negocis que posen a prova l'ús de l'anglès en situacions de la vida quotidiana.
El BULATS (sigles de Business Language Testing Service) és un títol per a empreses, desenvolupat per Cambridge English Language Assessment en col·laboració amb l'Aliança Francesa, el Goethe-Institut i la Universitat de Salamanca. El BULATS ofereix qualificacions en anglès, francès, alemany i castellà. El títol també ajuda les organitzacions a establir quins nivells de coneixements de les llengües són necessaris per a cada lloc de treball.

### Exàmens d'admissió
| Exàmens                                        | Tipus de prova                    |
| ---------------------------------------------- | --------------------------------- |
| Occupational English Test (OET)                | Medicina i assistència sanitària  |
| BioMedical Admissions Test (BMAT)              | Medicina i assistència sanitària  |
| International Medical Admissions Test (IMAT)   | Medicina i assistència sanitària  |
| English Literature Admissions Test (ELAT)      | Temes específics                  |
| Sixth Term Examination Paper (STEP)            | Temes específics                  |
| Thinking Skills Assessment (TSA)               | Habilitats mentals i de pensament |
| Cambridge Personal Styles Questionnaire (CPSQ) | Estils de comportament            |

### Títols d'ensenyament de l'anglès
| Exàmens                                                                | Edats que el títol permet ensenyar |
| ---------------------------------------------------------------------- | ---------------------------------- |
| CELTA (Certificate in Teaching English to Speakers of Other Languages) | Adults                             |
| Young Learner extension to CELTA                                       | Primària i secundària              |
| Delta (Diploma in Teaching English to Speakers of Other Languages)     | Primària, secundària o adults      |
| ICELT (In-service Certificate in English Language Teaching)            | Primària, secundària o adults      |
| TKT (Teaching Knowledge Test)                                          | Primària, secundària o adults      |
| IDLTM (International Diploma in Language Teaching Management)          | Primària, secundària o adults      |

## Correspondència amb el Marc europeu comú de referència per a les llengües
Tots els exàmens de Cambridge English Language Assessment es corresponen amb un nivell del Marc europeu comú de referència per a les llengües (MECRL).